# Cepora boisduvaliana
Cepora boisduvaliana is een vlindersoort uit de familie van de Pieridae (witjes), onderfamilie Pierinae.
Cepora boisduvaliana werd in 1862 beschreven door C. & R. Felder.